# Vrijesoftwarebeweging
De vrijesoftwarebeweging is een sociale beweging met als doel het verkrijgen en waarborgen van bepaalde vrijheden voor softwaregebruikers, namelijk de vrijheid om de software uit te voeren, te bestuderen en te wijzigen, en de kopieën opnieuw te verspreiden met of zonder veranderingen.
Richard Stallman richtte de beweging officieel op in 1983 door het lanceren van het GNU-project, voortbordurend op tradities en filosofieën onder leden van de hackerscultuur uit de jaren '70 en de academische wereld. In 1985 begon Stallman de Free Software Foundation om de beweging te ondersteunen.

## Filosofie
De filosofie van de beweging is dat het gebruik van computers er niet toe moet leiden dat mensen niet meer kunnen samenwerken. In de praktijk betekent dit het verwerpen van propriëtaire software, die dergelijke beperkingen oplegt, en het bevorderen van vrije software, met het uiteindelijke doel iedereen in cyberspace - elke computergebruiker - te bevrijden. Stallman merkt op dat deze actie de technologische vooruitgang eerder zal bevorderen dan belemmeren, omdat het "ervoor zorgt dat het nodeloos dubbel programmeren van systemen voorkomen zal worden. Deze moeite kan dan gaan in het verbeteren van de technologie".
De leden van de vrijesoftwarebeweging geloven dat alle gebruikers van de software de vrijheden genoemd in The Free Software Definition moeten hebben. Velen van hen menen dat het immoreel is om te verbieden of te voorkomen dat mensen deze vrijheden uitoefenen en dat deze vrijheden nodig zijn om een fatsoenlijke samenleving te creëren waar softwaregebruikers elkaar kunnen helpen en controle hebben over hun eigen computers.
"Hoewel sociale verandering kan optreden als onbedoeld bijproduct van technologische verandering, hebben voorstanders van nieuwe technologieën ze vaak gepromoot als instrument van positieve sociale verandering." Dit citaat van Joel West, hoogleraar aan San José State University, verklaart veel van de filosofie en de bestaanreden van de opensourcebeweging. Als wordt aangenomen dat sociale verandering niet alleen wordt beïnvloed, maar vanuit sommige gezichtspunten wordt aangestuurd door de vooruitgang van de technologie, is het dan ethisch om deze technologieën van bepaalde mensen weg te houden? Ook als deze beweging geen directe verandering veroorzaakt, is het haar taak om mensen bewust te maken van de effecten die optreden ten gevolge van de fysieke dingen om ons heen. Een computer, bijvoorbeeld, geeft ons zo veel meer vrijheid dan als we geen computer zouden hebben, maar zouden deze technologieën moeten worden gezien als vrijheden of selectieve privileges? Het debat over de moraal van beide kanten in de vrijesoftwarebeweging maakt het een lastig onderwerp om compromissen over te sluiten.
De Free Software Foundation gelooft ook dat alle software vrije documentatie behoeft, met name omdat gewetensvolle programmeurs handleidingen zouden moeten kunnen updaten om veranderingen te beschrijven die ze hebben gemaakt in de software. Ze acht de vrijheid om te bewerken echter minder belangrijk dan voor andere typen geschreven werk. Binnen de vrijesoftwarebeweging specialiseert FLOSS Manuals zich op het doel om in zulke documentatie te voorzien.

## Acties

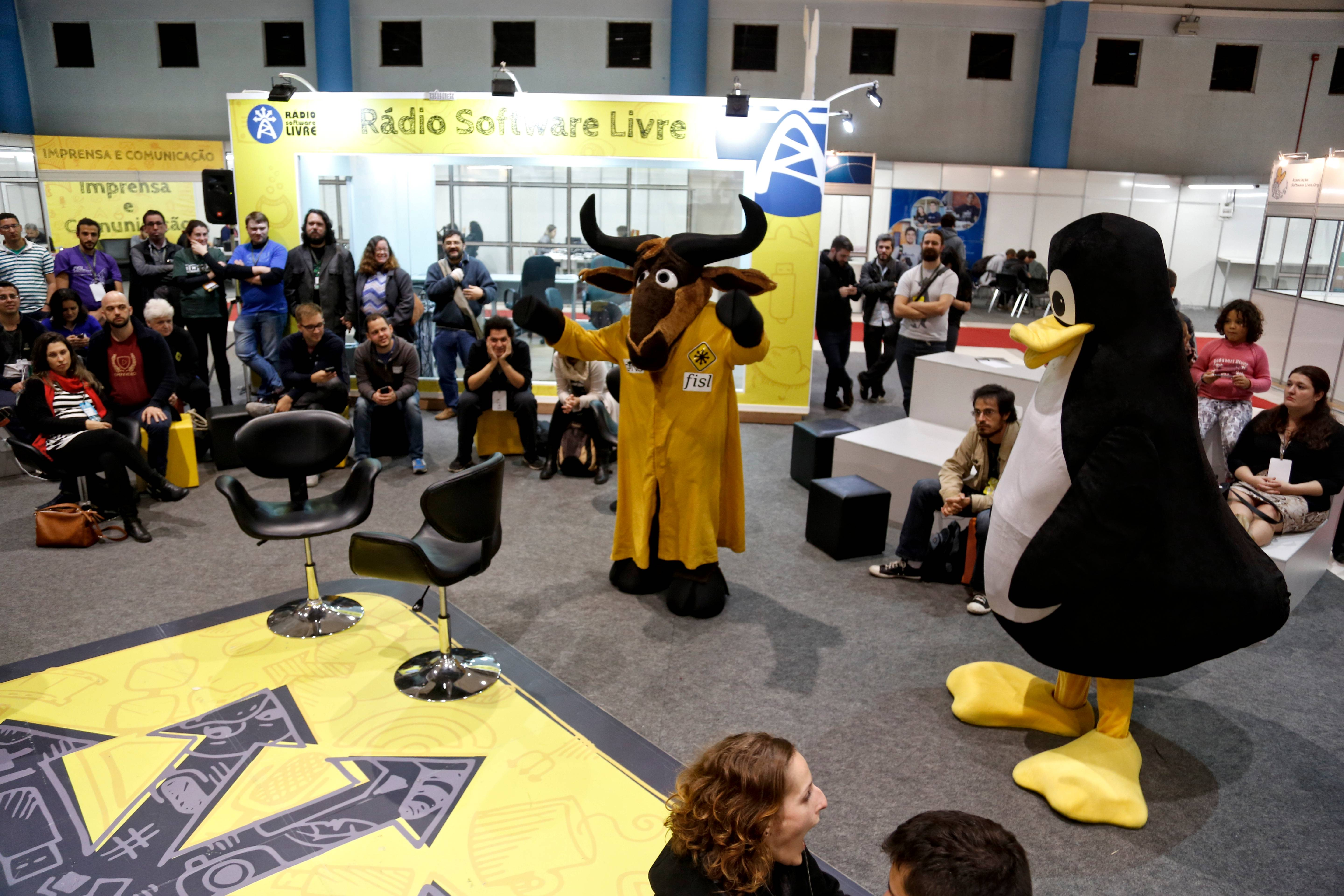
GNU and Tux mascottes bij vrije software ondersteuners op FISL 16

### Schrijven en verspreiden van vrije software
Het belangrijkste werk van de vrijesoftwarebeweging richt zich op softwareontwikkeling. De vrijesoftwarebeweging wijst propriëtaire software af en weigert software te installeren die de gebruiker niet de vrijheden van vrije software geeft. Volgens Stallman: "Het enige wat in het softwareveld erger is dan een onbevoegde kopie van een propriëtair programma is een bevoegde kopie van een propriëtair programma, omdat dit dezelfde schade toebrengt aan de gehele gemeenschap van gebruikers, en daarnaast de ontwikkelaar, de dader, ervan profiteert."

### Bewustzijn opbouwen
Sommige ondersteuners van de vrijesoftwarebeweging houden lezingen of bemensen een stand op software-gerelateerde conferenties om bewustzijn te creëren omtrent softwarevrijheid. Dit wordt als belangrijk gezien omdat de mensen die vrije software ontvangen, maar zich er niet van bewust zijn dat het vrije software is, later mogelijk een betaalde vervanging accepteren of software toevoegen die niet vrij is.

## Wetgeving
Er is veel gelobbyd tegen octrooien op software en uitbreidingen van het auteursrecht. Andere lobby's focussen direct op het gebruik van vrije software door overheidsinstellingen en door de overheid gefinancierde projecten.
De overheid van Venezuela implementeerde een vrijesoftware-wet in januari 2006. Besluit nr. 3.390 droeg alle overheidsinstellingen op over te gaan op vrije software gedurende een tweejarige periode.
In de Verenigde Staten waren er pogingen wetgeving op deelstaatsniveau in te voeren om het gebruik van vrije software door overheidsinstellingen aan te moedigen.

## Subgroepen en scheuringen
Zoals veel sociale bewegingen heeft de vrijesoftwarebeweging voortdurend intern conflict tussen de vele free/open source software (FOSS) organisaties (FSF, OSI, Debian, Mozilla Foundation, Apache Foundation etc.) en hun karakters. Er is bijvoorbeeld onenigheid over de hoeveelheid compromissen en pragmatisme die nodig is versus de behoefte aan strikte naleving van waarden.

### Open source
Ondanks dat vrije commerciële software destijds niet ongebruikelijk was, werd in 1998, nadat werd aangekondigd dat Netscape hun populaire webbrowser zou vrijgeven, een strategiesessie gehouden om een sterkere businesscase te ontwikkelen voor vrije software, die zou focussen op technologie in plaats van politiek. Hierna richtten Eric Raymond en Bruce Perens het Open Source Initiative (OSI) op om de term "open source software" te promoten als alternatieve term voor vrije software. OSI wilde de waargenomen tekortkomingen in de dubbelzinnige term 'vrije software' aankaarten. Sommige leden van OSI volgden de focus van de vrijesoftwarebeweging op niet-vrije software als een sociaal en ethisch probleem niet, maar focusten in plaats daarvan op de voordelen van open source als superieur model voor softwareontwikkeling. Het laatste werd het standpunt van mensen als Eric Raymond en Linus Torvalds, terwijl Bruce Perens meent dat open source simpelweg bedoeld is om vrije software onder een nieuw merk te populariseren en opriep tot terugkeer naar de ethische basisprincipes.
Sommige voorstanders van vrije software gebruiken de term free and open source software (FOSS) als een inclusief compromis, gebaseerd op beide filosofieën om zowel voorstanders van vrije software als voorstanders van opensourcesoftware samen te brengen om te werken aan projecten met meer samenhang. Sommige gebruikers geloven dat een compromisterm die beide aspecten omvat ideaal is, om zowel de vrijheid van de gebruiker met software te promoten alsmede de waargenomen superioriteit van een opensource-ontwikkelingsmodel. Deze eclectische visie wordt versterkt door het feit dat de grote meerderheid van OSI-goedgekeurde licenties en zelfverklaarde opensourceprogramma's ook compatibel zijn met de vrijesoftwareformalismen en omgekeerd.
Hoewel sommigen er de voorkeur aan geven de twee ideeën van 'open source software' en 'vrije software' aan elkaar te linken, bieden ze twee verschillende ideeën en waarden. Deze dubbelzinnigheid begon in 1998 toen mensen de term 'open source-software' begonnen te verkiezen boven 'vrije software'. Mensen in de gemeenschap van vrije software gebruikten deze aparte termen als een manier om te onderscheiden wat ze deden. Richard Stallman noemde open source 'een non-beweging' omdat het 'nergens voor strijdt'. Open source richt zich op software die open is om praktische redenen en niet vanwege een ethisch dilemma. In andere woorden, het focust meer op de ontwikkeling. De open source-beweging meent uiteindelijk dat niet-vrije software niet de beste oplossing is, maar wel 'een' oplossing is.
Aan de andere kant ziet de vrijesoftwarebeweging vrije software als een morele noodzaak: dat de propriëtaire software moet worden afgewezen om eigenbelang en om sociale redenen, en dat alleen vrije software ontwikkeld zou moeten worden om computertechnologie ten dienste van de mensheid te stellen. Er wordt betoogd dat ongeacht de economische en technische waarde van de software, dit slechts bijproducten zijn van de rechten die ontwikkelaars en gebruikers van vrije software hebben. Een voorbeeld hiervan is de onwaarschijnlijkheid dat vrije software wordt ontworpen als malware. Tegelijkertijd zijn de voordelen van de open source-beweging zowel binnen als buiten de vrije software-beweging betwijfeld. Het is niet duidelijk of vrije en opensourcesoftware daadwerkelijk leiden tot beter werkende en minder kwetsbare code: uit statistieken van Robert Glass en Benjamin Mako Hill blijkt dat dit meestal niet het geval is.

## Kritiek en controverse

### Moeten principes worden aangetast?
Eric Raymond bekritiseert de snelheid waarmee de vrijesoftwarebeweging vordert, en suggereert dat tijdelijke compromissen moeten worden gemaakt voor langetermijnwinst. Raymond meent dat dit het bewustzijn van de software kan verhogen en de invloed van de vrijesoftwarebeweging op relevante standaarden en wetten kan vergroten. Richard Stallman, aan de andere kant, ziet het huidige niveau van compromis als een grotere bron van zorgen.

### Hoe krijgen de programmeurs betaald?
Stallman zei dat het waar is dat mensen het woord 'vrij' verkeerd begrijpen: het is niet fout van programmeurs om betaling te vragen voor een aangeboden project. Het beperken en controleren van de gebruikers' beslissingen op het gebruik is de daadwerkelijke schending van vrijheid. Stallman verdedigt dat in sommige gevallen monetaire stimulans niet nodig is als motivatie omdat het plezier van het uiten van creativiteit van zichzelf een beloning is. Aan de andere kant geeft Stallman toe dat het niet makkelijk is geld in te zamelen voor FOSS-softwareprojecten.

### "Virale" licenties
De vrijesoftwarebeweging verdedigt het copyleft-licentiemodel (vaak pejoratief 'virale licenties' genoemd). In de sterkste vorm geeft copyleft de opdracht dat alle werken afgeleid van copyleft-gelicentieerde software ook een copyleft-licentie moet hebben, zodat de licentie zich van werk naar werk verspreidt als een virus dat zich van gastheer naar gastheer verspreidt. Deze licentievoorwaarden kunnen alleen worden afgedwongen door auteursrecht te claimen. Critici van copyleft-licenties betwijfelen of het beperken van veranderingen overeenstemt met de nadruk die de vrijesoftwarebeweging legt op de verschillende 'vrijheden', vooral als alternatieven zoals MIT, BSD, and Apache-licenties meer toelaten. Voorstanders hebben de zekerheid dat werk met de copyleft-licentie meestal niet zomaar kan worden opgenomen in softwareprojecten die niet op vrije software gebaseerd zijn. Ze benadrukken dat copyleft-licenties niet voor alle vormen van gebruik van toepassing zijn, en dat ontwikkelaars er hoe dan ook  gewoon voor kunnen kiezen geen software met copyleft-licentie te gebruiken.

### Wildgroei van licenties en compatibiliteit
Wildgroei van het aantal verschillende FOSS-licenties is een punt van zorg in het FOSS-domein: de problematiek van de compatibiliteit van licenties wordt steeds complexer. Deze (juridische) compatibiliteit bepaalt in belangrijke mate welk hergebruik van broncode tussen verschillende FOSS-projecten mogelijk is. Het bestaan van vele, vaak onderling incompatibele soorten licenties maakt het moeilijk de juiste licentie te kiezen voor een FOSS-project. De OSI en FSF beheren een eigen lijst met een groot aantal bestaande en acceptabele FOSS-licenties. De meeste mensen in de FOSS-bewegingen zijn het erover eens dat het maken van nieuwe licenties zoveel mogelijk moet worden beperkt en dat nieuwe soorten licenties compatibel gemaakt moeten worden met de grootste bestaande FOSS-licenties. Daarom was er een grote controverse rondom de update van GPLv versie 2 naar GPL versie 3 in 2007, omdat de geüpdatete versie niet compatibel was met de voorgaande versie. Verschillende projecten (veelal van de open source-kant zoals de Linux kernel besloten de GPLv3 niet over te nemen terwijl de GNU-projecten de GPLv3 wel overnamen.